# Grupo Independiente Liberal
Grupo Independiente Liberal (GIL) va ser un partit polític d'Espanya, fundat el 1991 a Marbella per l'empresari Jesús Gil y Gil. Va cessar la seva activitat política el 2007 en no poder presentar-se a les eleccions municipals.

## Ideologia
Va ser una formació política localista, de caràcter populista i personalista, que es postulava com una "tercera via" entre el Partit Popular i el PSOE.
És un tipus de partit de la categoria que correspon al conegut com Business-firm party. El Business-firm party s'entén com el partit empresa de negocis degut a la iniciativa d'un empresari polític a partir de las estructures d'una companyia privada.

## Història
El 26 de maig de 1991 aconsegueix la majoria absoluta a les eleccions municipals per Marbella. De les 25 regidories possibles n'obté 19, proclamant-se gràcies a això Jesús Gil alcalde de la localitat el 15 de juny de 1991. El grup va renovar majoria dues vegades més (1995 i 1999), acabant-se el seu últim mandat el 2003 amb Julián Muñoz com a alcalde. Es presentà a les eleccions generals espanyoles de 1993, però només va obtenir uns 16.000 vots.
Així mateix el GIL va governar Ceuta entre 1998 i 2001. Altres localitats governades pel GIL foren:Barbate, San Roque, Chipiona, La Línea de la Concepción, Tarifa, Estepona, Ronda i Manilva. A les eleccions generals espanyoles de 2000, Jesús Gil es va presentar com a diputat al Congrés obtenint a nivell estatal 72.162 sufragis, insuficients per obtenir escó.
A finals de 2005 el Ministeri de Treball i Assumptes Socials va informar que els ajuntaments governats en el seu moment pel GIL acumulaven aproximadament la meitat del deute municipal amb la Seguretat Social i Hisenda de tot Espanya. Després de la dissolució del GIL a Ceuta gran part dels seus membres van anar a les files del Partit Popular.

## Membres destacats
- Jesús Gil y Gil
- Julián Muñoz
- Jesús Gil Marín